# 張鵬輝
張鵬輝（1978年1月9日—），中國男子射擊隊成員，籍貫江蘇常州。

## 生涯
張鵬輝出生於一個射擊家庭中，父親張潤龍為中國射擊隊手槍教練員，母為步槍運動員，而他最常參與的是射擊項目中的男子個人25米中心發火槍小項及男子個人25米手槍小項。他於1993年加入省隊，並於5年後成功入選國家隊，成為中國射擊隊一員。
在入選國家隊的前一年，他先在北京的全國冠軍賽奪得錦標，並在八運會取得銅牌一面。1998年，他在德國的世界盃中取得男子25米中心發火槍的亞軍。2001年的九運會中，他在男子25米自選手槍小項中以692.5環的成績為江蘇隊摘下一面金牌。另外，他曾於曼谷亞運擊敗上屆亞運的金牌得主取得金牌，且創出了新亞洲紀錄。
次年，他於美國亞特蘭大舉行的世界盃中第二次取得男子25米中心發火槍的亞軍，隨後的世界錦標賽，他與隊友在克羅地亞獲得了男子團體25米手槍小項的第二名。2004年雅典奧運，張鵬輝於男子個人25米手槍小項中最終排名第6。
2005年6月，張鵬輝在意大利米蘭站世界杯的男子個人25米手槍小項賽事中，他以784.1環打破了保加利亞老槍手米萊夫的世界紀錄外，更贏得了該小項的冠軍，是中國射擊隊歷來首面的國際性手槍小項的冠軍。翌年7月，張再刷新世界紀錄，這次他於世界錦標賽的男子團體25米手槍小項中以比前多5環的1143環打破世界紀錄，同時，他亦奪得男子個人和團體25米手槍小項的金牌。隨後，他在世界杯總決賽中獲得男子個人25米手槍小項的銅牌。到年底的多哈亞運，他取得了個人手槍小項的銀牌。回國後，他被選為「江蘇十佳運動員」。
2007年，張在4月進行的美國站世界盃中的男子個人25米手槍小項以1環之差不敵德國的奧運金牌得主海曼，與隊友丁峰取得銀牌和銅牌。兩個月後的德國站世界杯中，他於男子個人25米手槍小項以783.9環的成績奪得中國隊在當站賽事的首面金牌。

## 資料來源
1. ↑  .   [2016-05-18]. （原始内容存档于2017-03-05）.
2. ↑  .   [2007-04-09]. （原始内容存档于2005-03-21）.
3. ↑  德國力奪奧運第三金 「射擊機器」名不虛傳 的存檔，存档日期2006-02-24.
4. ↑  .   [2007-04-09]. （原始内容存档于2006-03-20）.
5. ↑  中國軍團再奪兩金[永久]
6. ↑  .   [2011-12-02]. （原始内容存档于2012-09-06）.
7. ↑  世界杯男25米手槍速射 張鵬輝摘銀丁峰攬銅[永久]
8. ↑  射击世界杯德国站 张鹏辉不负众望射下一金[永久]